# Ida Boysen
Ida Boysen (* 19. Mai 1889 in Marburg; † 23. Mai 1961 in Leipzig) war eine deutsche Chirurgin in Leipzig.

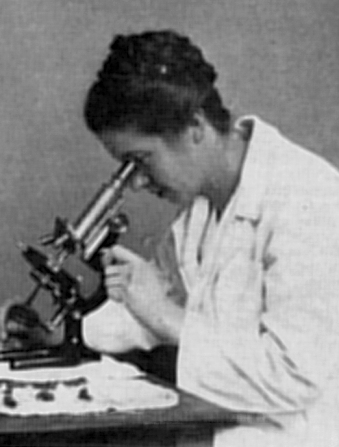
Ida Boysen

## Leben
Ida Boysens Vater war der Bibliotheksrat Karl Boysen (1852–1922). Als er 1895 nach Berlin versetzt worden war, kam Ida auf die Höhere Töchterschule in Steglitz. Wegen der neuerlichen Versetzung ihres Vaters nach Königsberg i. Pr. kam sie 1899 dort auf die Cochius-Schule. Eigentlich der Medizin zugeneigt, sollte „das eigenwillige  Mädchen erst mal etwas Tüchtiges lernen“ – Hauswirtschaft. Königsberg verließ sie schweren Herzens. Sie entsprach dem Wunsch ihrer Eltern und trat dem Töchterheim der Mathilde-Zimmer-Stiftung in Kassel bei. 1906 erhielt sie das Abgangszeugnis mit der „Fähigkeit zur selbständigen Führung eines kleinen Haushaltes“. Auf einem Gut bei Oldenburg (Oldb) erweiterte sie ihre Fähigkeiten auf die Landwirtschaft.

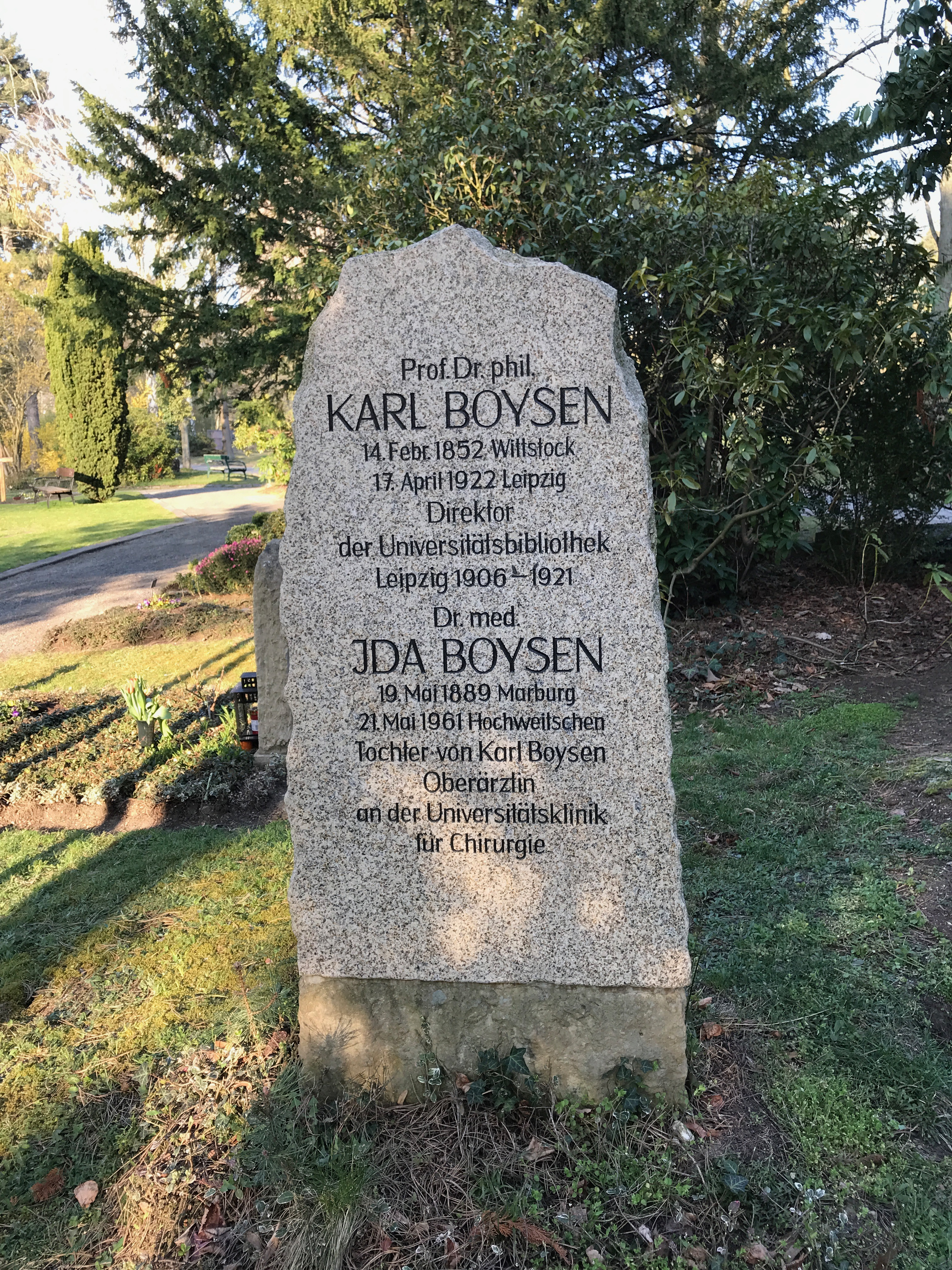
Grabmal von Karl und Ida Boysen

1906 war ihr Vater als Direktor der Universitätsbibliothek Leipzig berufen worden. So begann Ida 1907 in Leipzig die dreijährige Ausbildung im städtischen Lehrerinnenseminar. 1912 bestand sie die Schulamtskandidaten-Prüfung mit dem Prädikat „vorzüglich“. In den beiden folgenden Jahren besuchte sie die Realgymnasialkurse von Katharina Windscheid. Als Extranea bestand sie 1914 am Petri-Realgymnasium in Leipzig die Reifeprüfung ebenfalls mit der Note „vorzüglich“. Im Sommersemester 1914 studierte sie an der Universität Leipzig Naturwissenschaften.
Bei Ausbruch des Ersten Weltkriegs meldete sie sich zur Ausbildung als Krankenpflegerin beim Deutschen Roten Kreuz im Jacobshospital. Sie  wurde in das frontnahe Ostpreußen entsandt und 1914/15 in der Chirurgie des Garnisonhauptlazaretts in Insterburg eingesetzt. Im Frühjahr 1915 erkrankte sie an Scharlach. Da die begleitende Nephritis nicht ausheilte, kehrte sie nach Leipzig zurück. Dort begann sie Medizin zu studieren. Das Physikum bestand sie Ostern 1917 mit ausgezeichneten Noten. Nach dem Gesetz über den vaterländischen Hilfsdienst arbeitete sie im folgenden Sommersemester als Hilfsassistentin in der Physiologie bei Siegfried Garten. Für die letzten vier klinischen Semester wechselte sie an die Ludwig-Maximilians-Universität München. Sie famulierte im Universitätsklinikum Leipzig acht Wochen an der Medizinischen Klinik, im Universitätsklinikum München drei Monate an der Chirurgischen Poliklinik, jeweils acht Wochen an der Universitätsaugenklinik und der Universitätsfrauenklinik und ein Vierteljahr an der Poliklinik der I. Medizinischen Klinik. Am 13. Januar 1920 bestand sie in München das Medizinische Staatsexamen mit dem Prädikat „sehr gut“. Das Jahr als Medizinalpraktikantin verbrachte sie 1920/21 im Leipziger Jacobshospital. Nach der ersten Hälfte in der Inneren Medizin (bei Adolf von Strümpell) kam sie in der Chirurgie zu Otto Kleinschmidt und Erwin Payr. Im Mai 1921 wurde sie „als Arzt“ approbiert und zur Dr. med. promoviert. Der Extraordinarius Kleinschmidt übernahm sie im Februar 1921 als Volontärin.
Nachdem ihre Mutter früh gestorben war, verlor sie 1922, am Beginn ihrer klinischen Laufbahn, auch ihren Vater. Sie wohnte im 1923 errichteten Neubau der Strahlentherapie. Die Kollegen wurden zur Familie. Der junge Heinrich Kuntzen hielt sie für „eine der geradesten Persönlichkeiten an der Klinik“. Als Kleinschmidt 1926 in der Alten Waage nach Wiesbaden verabschiedet wurde, ertränkte Boysen, die Pfeife und Zigarren rauchte, ihren Kummer in einem veritablen Vollrausch. Schon lange vor ihrem Tod rühmte Payr, einer der großen Chirurgen Deutschlands, ihre Chirurgenseele:

„Eine ganz ausgezeichnete Mitarbeiterin von ungewöhnlicher Begabung, ungeheurem Fleiß und größtem  Verantwortungsgefühl hatte ich in diesen Jahren in Fräulein Dr. Ida Boysen. Sie stellte für die jüngeren Assistenten eine Art Gouvernante und  Erziehungsmutter dar, die zu jeder Stunde des Tages  und des Nachts bereit war, zur Entscheidung  über anstehende Eingriffe zu kommen und auch selbst  sofort einzugreifen, wenn die Lage kritisch wurde. Ich bin dieser edlen Dame, die in ihrem  Erziehungswerk der Jungmannschaft geradezu rührend war, zu allergrößtem Dank verpflichtet.“

Ihre Spondylitis ankylosans zwang Boysen 1937 zur Aufgabe der klinischen Tätigkeit. Als Wilhelm Rieder am 1. April 1937 Payrs Nachfolge antrat, konnte sie schon seit einigen Jahren nicht mehr operieren. Der Klinik aber weiterhin treu verbunden, half sie den Professoren bei Publikationen. Die Arbeit im Archiv und in der Bibliothek der Klinik fand ein jähes Ende durch die Luftangriffe auf Leipzig. In der Nacht zum 4. Dezember 1943 wurden in etwa 20 Minuten große Teile der Stadt und des Universitätsklinikums (mit Boysens Wohnung) zerstört. Dank aufwändiger Vorkehrungen konnten alle Patienten der Chirurgie gerettet werden. Ausweichkrankenhäuser mit Operationsmöglichkeiten standen lediglich in Dösen und in der 65 km entfernten Heilanstalt Hochweitzschen zur Verfügung. Nachdem Boysen völlig eingesteift und gehunfähig geworden war, machte ihr ein ausgedehnter Dekubitus auch das Sitzen und Liegen zur Qual. Eine Halbseitenlähmung machte sie vollends zum Pflegefall. Sie starb kurz nach ihrem 72. Geburtstag und wurde zunächst neben ihrer Freundin Elsa Dreyer in Hochweitzschen beerdigt. Auf Betreiben von Gerald Wiemers und seiner Frau (einer entfernten Verwandten von Ida Boysen) wurde sie 2009 in das Grab ihres Vaters auf dem Leipziger Südfriedhof umgebettet.